# واين نوكس
واين نوكس (بالإنجليزية: Wayne Knox)‏ هو سياسي أمريكي، ولد في 30 يونيو 1927 في دنفر في الولايات المتحدة. حزبياً، نشط في الحزب الديمقراطي. وقد انتخب عضو مجلس نواب كولورادو (1975 – 1996) وانتخب عضو مجلس نواب كولورادو (1960 – 1962).